# Мессина (ЮАР)
Мессина (англ. и африк. Musina) — административный центр местного муниципалитета Мусина в районе Вхембе провинции Лимпопо (ЮАР).

## История
В этих местах издревле жила народность мусина. Когда европейцы обнаружили здесь в XX веке залежи меди, то основали город, присвоив ему имя по названию местных жителей, однако в результате искажения произношения город получил название Мессина.
В 2003 году название города было изменено с Мессина на Мусина. Так как это не было полным переименованием, а являлось лишь исправлением ошибочного произношения, то, в отличие от ряда других переименований, оно не вызвало значительных протестов.